# آساتا شاکور
آساتا شاکور (انگلیسی: Assata Shakur؛ زادهٔ ۱۶ ژوئیهٔ ۱۹۴۷) در قالب فعالیت علیه نژادپرستی و عضویت در حزب پلنگ سیاه و ارتش آزادی بخش سیاه پوستان، علیه دولت آمریکا فعالیت‌های تروریستی انجام می‌داد. او خاله رپر آمریکایی توپاک شکور بود. هدف او و همرزمانش پایان دادن به نژادپرستی و به ارمغان آوردن آزادی برای سیاه پوستان در آمریکا بوده است. او در جریان تیراندازی به‌دلیل کشته‌شدن یک سرباز دولتی مجرم شناخته شد. شکور تحت تعقیب اف‌بی‌آی است و برای دستگیری او ۲ میلیون دلار جایزه در نظر گرفته شده است.